# Rue Cugnot
La rue Cugnot est une voie située dans le quartier de la Chapelle du 18e arrondissement de Paris, en France.

## Situation et accès
La rue commence rue de Torcy , croise la rue Marc-Séguin, et se termine place Hébert

## Origine du nom
Elle porte le nom de l'ingénieur français et inventeur de l'automobile à vapeur Joseph Cugnot (1725-1804).

## Historique
La rue Cugnot est ouverte en 1859 sur le territoire de l'ancienne commune de La Chapelle sous le nom de « rue de l'Est ». Rattachée à la voirie de Paris en 1863, elle prend son nom actuel le 24 août 1864, en empiétant sur une partie de la rue Boucry.
Elle est amputée en 1931 d'une partie comprise entre la rue Riquet et la rue de Torcy et incorporée au domaine de la Compagnie des chemins de fer de l'Est, puis est prolongée dans les années 1970 vers la rue de Torcy.

## Bâtiments remarquables et lieux de mémoire
- La rue débouche sur les voies de la gare de Paris-Est.
- Le groupe d'immeubles des nos 19-29 a servi de lieu de tournage du film 35 rhums (2009) de Claire Denis[3].